# Gabriel Pascal
Gabriel Pascal (Arad, 4 giugno 1894 – New York, 6 luglio 1954) produttore cinematografico, portò sullo schermo diverse opere scritte da George Bernard Shaw.

## Biografia

### Le origini oscure
Gabriel Pascal è il nome che si diede Pascal stesso ed il suo vero nome rimane, ad oggi, ancora sconosciuto. Anche le sue origini sono misteriose, egli sosteneva di essere un orfano che, dopo essere scappato da un edificio in fiamme, era stato allevato dagli zingari e poi riportato in un Orfanotrofio. Gabriel sosteneva anche che gli zingari gli avessero insegnato a rubare, mendicare e a fare acrobazie.
Non è chiaro quanto di questi racconti sia vero e quanto invece non lo sia, ma non vi sono documenti ufficiali su Gabriel Pascal anteriori al suo diciassettesimo compleanno, anno in cui venne iscritto alla scuola militare di Holíč in Ungheria per mano di un misterioso gesuita. Gabriel si rese conto di non essere portato per la vita militare e di essere invece interessato al teatro che studiò all'Accademia del Burgtheater di Vienna. Successivamente si interessò al cinema, allora nascente, e fece qualche film in Germania e in Italia.
In gioventù Gabriel ebbe un figlio con la sorella della propria padrona di casa, Elsie, cui venne imposto il nome di Peter. Non sentendosi in grado di provvedere a loro Gabriel andò nei Paesi Bassi e solo dopo la fine della seconda guerra mondiale andò a cercarli, trovando che il ragazzo era elencato fra i dispersi della Gioventù hitleriana e che Elsie era stata uccisa da una bomba.

### L'arrivo nel cinema
Durante la sua giovinezza Gabriel si era inventato un lavoro mettendo in piedi una sorta di maneggio in Ungheria. Ogni giorno conduceva i cavalli attraverso la foresta fino a un ruscello ed aveva preso l'abitudine di cavalcare a pelo, e senza vestiti, un giorno, così conciato per sbaglio irruppe nel set di un film muto. Il regista anziché rimbrottarlo gli chiese di ripetere quello che aveva fatto, ponendo le basi della sua futura carriera.
Un altro incontro fortunato Gabriel lo ebbe mentre camminava lungo una scogliera sul Mar Mediterraneo, durante una passeggiata si imbatté in George Bernard Shaw che stava nuotando poco distante. Questi chiese a Gabriel di raggiungerlo ed egli, pur non conoscendolo, assentì. Il drammaturgo fu impressionato dall'intraprendenza e dalla sfacciataggine del ragazzo tanto che lo invitò ad andarlo a trovare qualora fosse stato in cattive acque.
Già dal 1921 cominciò a produrre dei film tedeschi che venivano prodotti in Italia e poi portati in Germania attraverso la UFA ed in quegli anni girò il suo primo film Populi Morituri. La sua principale attività rimaneva comunque la produzione, in quegli anni produsse infatti diverse commedie nere di cui la più famosa è Un affare misterioso (film 1932) diretta da Richard Oswald, un'antologia di racconti tratti dalle opere di Edgar Allan Poe legati insieme dalle avventure di un gatto nero.

### Meher Baba
Nel 1934 Gabriel fece un viaggio ad Hollywood e qui fu contattato da Norina Machtabelli, moglie di un ricco industriale che si muoveva nell'industria cosmetica, per il progetto di un film sugli insegnamenti del suo guru Shri Meher Baba. Gabriel si fece subito coinvolgere dal progetto e chiamò gli sceneggiatori Hy Kraft (30 aprile 1899-29 luglio 1975) e Karl Vollmöller (7 maggio 1878-18 ottobre 1948), per lavorare al progetto, Gabriel fece anche un viaggio in India per incontrare il guru e discutere con lui del film. Quando incontrò Meher Baba questi non si dimostrò particolarmente ansioso di discutere della pellicola e preferì portare Gabriel in giro per l'India suggerendogli di adottare, almeno per quel periodo, lo stile di vita ascetico che lui stesso praticava. A Gabriel piacque molto Meher Baba e, benché poi del film non si sia mai fatto nulla, rimase in contatto con il guru per tutta la vita, incontrandosi o scrivendosi delle lettere dove il santone chiamava Gabriel "Phoenix" o "Black Panter". Il loro ultimo incontro avvenne a Scarsdale nel 1952.

### Il sodalizio con Shaw
Alla fine del suo viaggio in India Gabriel tornò a San Francisco senza un soldo, ma con ancora l'intenzione di lavorare nel cinema, si ricordò quindi dell'incontro con Shaw avvenuto anni prima e del suo invito ad andarlo a trovare qualora si fosse trovato senza un soldo. All'incontro seguì l'assenso di Shaw (che allora era uno dei più grandi commediografi viventi) a che Gabriel producesse il film Pigmalione (film 1938) che venne interpretato da Leslie Howard e Wendy Hiller. Tre anni dopo, sempre in collaborazione con Shaw, produsse e girò Il maggiore Barbara, la pellicola era del 1941 e venne girata a Londra durante i bombardamenti.
Questi primi due lavori erano stati un discreto successo, poi nel 1945 progettò di dirigere e produrre Cesare e Cleopatra, il film, del 1945, divenne una produzione grandiosa, ma nonostante il denaro e la presenza nel cast di Vivien Leigh la pellicola fu un fallimento sia sul piano finanziario che su quello della critica. Anche la collaborazione con Shaw era diventata difficile, il drammaturgo era infatti contrario a che le sue opere venissero tagliate ed i tagli operati in Pigmalione lo spinsero, a posteriori, ad opporsi ad ulteriori adattamenti cinematografici dei suoi lavori. L'ultimo film che Gabriel produsse fu Androclo e il leone del 1952, in quel periodo infatti la sua salute peggiorò in seguito all'insorgere di un cancro.

### La causa per il possesso dei suoi beni
Nella primavera del 1954 Gabriel stava progettando un ultimo viaggio in India per vedere Meher Baba. In quello stesso periodo, mentre completava le pratiche per il divorzio dalla moglie Valerie, scrisse all'amante Margaret Scott, che aveva redatto un documento dove le lasciava ogni avere, nonostante in quel periodo fosse fortemente indebitato. In luglio Gabriel morì e due anni dopo apriva a Broadway il musical My Fair Lady di cui Gabriel era riuscito ad ottenere un'opzione grazie al prestito che gli aveva fatto una seguace di Baba, Margaret Scott. Il patrimonio di Gabriel, che al momento della morte era pressoché azzerato, ora ammontava a circa 2.000.000$ poiché anche i diritti per girare un film, che fu girato nel 1964 furono presto opzionati. Ne seguì un'aspra battaglia legale fra l'amante, che puntava sul documento lasciato da Gabriel e la vedova che era forte del fatto che il divorzio, al momento della morte di Pascal, non era ancora stato formalizzato. Il processo divenne pubblico e furono coinvolti parecchi seguaci di Meher Baba ed alla fine terminò con una sentenza quasi salomonica, i beni di Gabriel furono infatti divisi a metà e ad ognuna delle due donne toccò più di 1.000.000$ a testa.

## Filmografia

### Regista
- Il maggiore Barbara (The Major Barbara) (1941)
- Cesare e Cleopatra (Caesar and Cleopatra) (1945)

### Produttore
- Der Hauptmann von Köpenick, regia di Richard Oswald (1931)
- Un affare misterioso (Unheimliche Geschichten), regia di Richard Oswald (1932)
- Reasonable Doubt, regia di George King (1936)
- Cafe Mascot, regia di Lawrence Huntington (1936)
- Pigmalione (Pygmalion), regia di Anthony Asquith e Leslie Howard (1938)
- Il maggiore Barbara (The Major Barbara), regia di Gabriel Pascal (1941)
- Cesare e Cleopatra (Caesar and Cleopatra), regia di Gabriel Pascal (1945)
- Androclo e il leone (Androcles and the Lion), regia di Chester Erskine (1952)